# 金雄 (1963年)
金雄（1963年4月—），吉林龙井人，朝鲜族，中国共产党党员。中华人民共和国政治人物、第十三届全国人民代表大会吉林地区代表。延边大学校长。
2018年2月24日，当选为第十三届全国人大代表。